# EyeToy

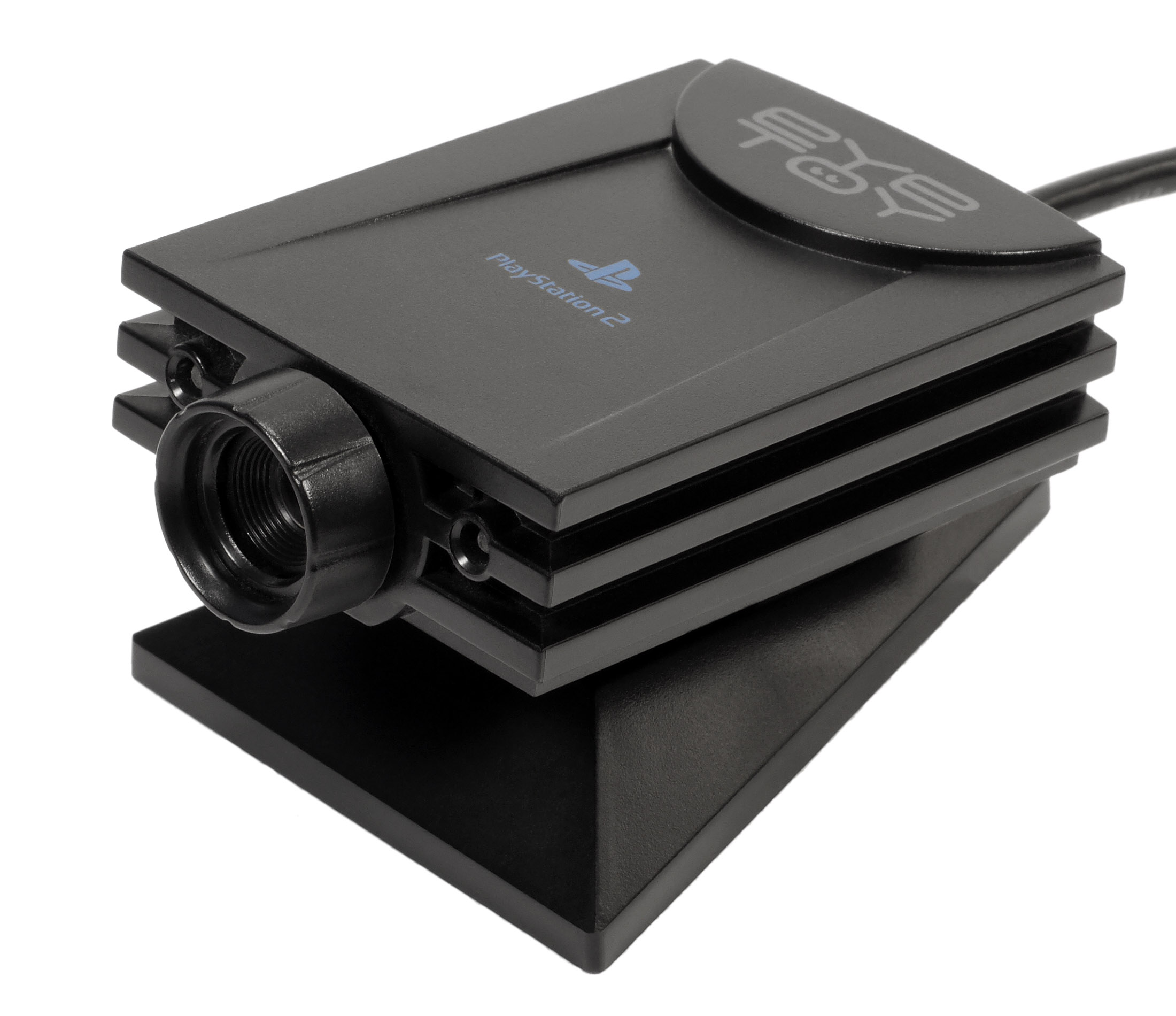
Videocamera EyeToy

L'EyeToy è una videocamera digitale a colori (simile ad una webcam) compatibile con PlayStation 2.
La tecnologia usata è la visione computerizzata, che processa le immagini. Questo permette ai giocatori di interagire nei giochi tramite movimenti, colori e suoni, grazie al microfono incorporato.
Costruita dalla Logitech, i nuovi modelli sono realizzati dalla Nam Tai. La videocamera non è fatta per essere utilizzata sul PC, anche se alcuni produttori hanno messo in commercio dei driver per renderla compatibile.

## Storia
Venne ideata da Dr. Richard Marks, che ebbe l'idea di connettere una webcam alla PlayStation 2 e utilizzarla per giocare.
L'idea non è del tutto nuova (vedi Game Boy Camera e Dreameye per Sega Dreamcast).
Prendendo ad esempio la Game Boy Camera, possiamo notare che era a bassa risoluzione e monocromatica: questo sicuramente ha limitato molto le sue potenzialità.
Tuttavia, grazie alle nuove tecnologie e alla potenza del motore grafico della PlayStation 2 si possono realizzare nuove idee, irrealizzabili sul Game Boy. L'idea venne gestita dallo SCEE London Studio, che realizzò un prototipo nel 2002 con quattro giochi; fu un enorme successo e così venne venduta in Europa da luglio 2003 con il suo gioco originario: EyeToy: Play.

## Design
Grazie al suo design compatto l'EyeToy può essere installata sulla televisione o sulla console stessa.
La videocamera viene montata su un appoggio e la messa a fuoco viene regolata manualmente, tramite un anellino plastificato.
Frontalmente ha due LED. La luce blu indica che è pronta all'uso, quella rossa che si trova in una condizione di insufficiente luminosità; incorpora un microfono.

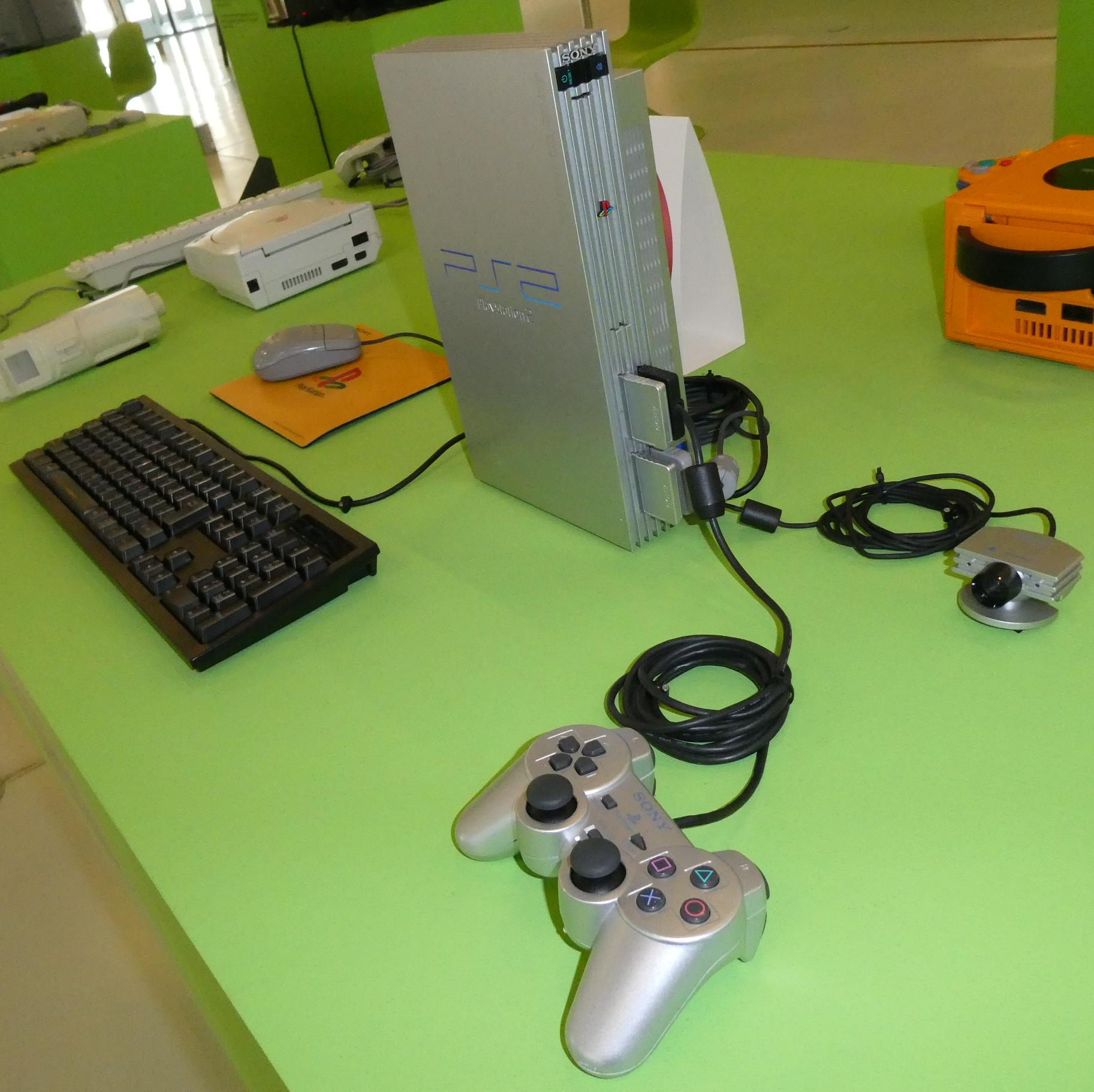
A destra è possibile vedere la videocamera EyeToy secondo modello

Successivamente venne realizzato un nuovo modello, che risulta più compatto, oltre ad essere leggermente più tondeggiante e di color argento, anziché nero.

## Utilizzo sul computer
Vista la sua connessione USB sono stati creati diversi driver non ufficiali per poter esser compatibile con più sistemi operativi, ma solo alcuni funzionano. La funzionalità dipende dal modello Eye Toy per cui è stato progettato il driver. Ecco un elenco dei modelli qui sotto:
- SLEH-00031
- SCEH-0004
- SLEH-00030

Il modello della videocamera si trova sul fondo di essa.

## Limiti tecnici
L'Eye Toy funziona bene quando si trova in una stanza molto illuminata: in caso contrario si accenderà il LED rosso che vi segnalerà l'illuminazione insufficiente.

## Giochi EyeToy
Ecco alcuni giochi sviluppati per Eye Toy. Salvo diversa indicazione sono tutti prodotti dalla Sony.

### Creati appositamente
- 2003
  - EyeToy: Play
  - EyeToy: Groove
- 2004
  - EyeToy: Antigrav
  - Sega SuperStars (SEGA)
  - U Move Super Sports (Konami)
  - EyeToy: Chat
  - EyeToy: Play 2
  - Disney Move (Ubisoft)
  - Nicktoons Movin' (THQ)
  - Bobobo-bo Bo-bobo atsumare! Taikan Bo-bobo (Hudson Soft)
- 2005
  - EyeToy: Monkey Mania
  - EyeToy: Kinetic
  - EyeToy: EduKids
  - EyeToy: Play 3
  - EyeToy: Operation Spy (meglio conosciuto in Europa come SpyToy)
  - Clumsy Shumsy (Phoenix Games Ltd. [UK/NL])
  - EyeToy: Tales
- 2006
  - Rhythmic Star (Namco)
  - Eyetoy: Play Sports
  - Eyetoy: Kinetic Combat
- TBA
  - EyeToy: Fight
  - Eyedentify  (PlayStation 3)

### Giochi supportati
- MLB 2005
- This Is Football 2005
- Tony Hawk's Underground 2
- EyeToy: Play
- EyeToy: Play 2
- EyeToy: Play 3
- Gretzky NHL 2005
- Formula One 05
- World Tour Soccer 2006
- AFL Premiership 2005
- EyeToy: Kinetic
- Karaoke Revolution Party
- Tony Hawk's American Wasteland
- Gaelic Games: Football
- AFL Premiership 2006
- MLB '06: The Show
- Karaoke Revolution Presents: American Idol
- MLB '07: The Show
- AND 1 Streetball
- The Sims 2
- Singstar
- Eye Toy: Play Hero

## Cameo
EyeToy: Cameo è un sistema che permette di includere la propria immagine su modelli 3D di realtà virtuale. Una volta salvati su Memory card Playstation possono essere utilizzati in tutti gli EyeToy: Cameo.
Questa tecnologia è stata licenziata da Digimask.